# Cossyphodister schwarzmaieri
Cossyphodister schwarzmaieri är en skalbaggsart som beskrevs av August Reichensperger 1936. Cossyphodister schwarzmaieri ingår i släktet Cossyphodister och familjen stumpbaggar. Inga underarter finns listade i Catalogue of Life.